# 威廉 (德国皇储)
普鲁士的威廉（德語：Wilhelm von Preußen，1882年5月6日—1951年7月20日），全名腓特烈·威廉·维克多·奥古斯特·恩斯特（Friedrich Wilhelm Victor August Ernst），德意志帝國兼普魯士王國末代储君，1941年至1951年为德国霍亨索伦家族首领。

## 生平
威廉是德意志皇帝兼普鲁士国王威廉二世与第一任妻子石勒苏益格-荷尔斯泰因-宗德堡-奥古斯滕堡公主奥古斯塔·维多利亚的长子，1882年生于波茨坦。
威廉幼年时受到良好的教育；18岁时在波茨坦接受军事教育。年轻时，与德国高官中崇尚军国主义的一部分人保持联系。第一次世界大战爆发不久，他于1914年8月成为德国第五集团军总指挥，第五集团军也称“威廉皇储集团军”。在战斗中获得了一点统帅军队的经验。在阿登获得胜利后，他的声誉大涨。后来他一直在西线战斗，1916年跟随埃里希·馮·法金漢参与了凡尔登战役。虽然战役失败，他仍得到了许多荣誉。1917年成为德国皇储集团军总司令。虽然他崇尚军国主义，但这时的他却希望和平，结束这场他认为没有意义的战争；但他的希望因保罗·冯·兴登堡和埃里希·鲁登道夫的阴谋而破灭。1918年3月24日，威廉升为上校军衔，领导第一掷弹兵团。同年的春季进攻中，他在埃斯讷获得了胜利；但他意识到失败很可能到来，于是建议兴登堡和鲁登道夫撤退，却遭到断然拒绝。
11月9日，柏林发生革命，他的父親德皇威廉二世宣布退位，威廉皇储随德国皇室成员逃至荷兰多伦。1923年威廉保证不参与政治而被许可返回德国，他更多地表现出对公众事业的关注；他对足球产生了强烈的兴趣。回国后的威廉仍有政治野心，在1932年的总统竞选中，他支持右翼候选人成为德国总统，反对兴登堡；但遭到了他父亲的反对。威廉从未加入纳粹党，但他默许纳粹在德国的统治，并同意纳粹在一些象征性的行动中利用自己。第二次世界大战期间，威廉一直作为一个普通市民居住在他的家族领地中。
1941年，威廉二世去世，他成为德国霍亨索伦家族首领。1951年7月21日威廉因心脏病在黑钦根的霍亨索伦家族领地去世，终年69岁。霍亨索伦家族在勃兰登堡的领地已被蘇聯占领。

## 子女

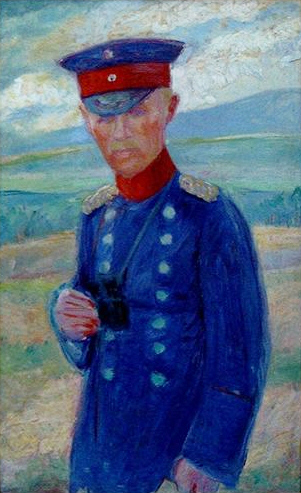
约翰内斯·马尔蒂尼所绘制的威廉皇储像，1905年

威廉皇储于1905年6月6日与梅克伦堡-施威林大公腓特烈·法蘭茲三世的女儿塞西莉埃结婚，婚后有四子二女：
- 威廉（Wilhelm，1906年7月4日—1940年5月26日），1931年因与平民结婚放弃继承权。
- 路易·斐迪南（Louis Ferdinand，1907年11月9日—1994年9月26日），霍亨索倫家族首領。
- 胡貝圖斯（Hubertus，1909年9月30日—1950年4月8日）
- 腓特烈（Friedrich，1911年12月19日—1966年4月20日）
- 亞歷山德琳（Alexandrine，1915年4月7日—1980年10月2日）
- 塞西莉埃（德语：Cecilie von Preußen (1917–1975)）（Cecilie，1917年9月5日—1975年4月21日）